# Universidad Chileno-Británica de Cultura
La Universidad Chileno-Británica de Cultura fue una universidad privada chilena dedicada a la enseñanza del idioma inglés. Su casa central se ubica en la ciudad de Santiago. Nació por herencia del Instituto Chileno-Británico de Cultura (1938) y del Instituto Profesional Chileno-Británico de Cultura (1982).
En 2018, el Consejo Nacional de Educación acordó rechazar su certificación de autonomía y solicitar al Ministerio de Educación la revocación de su reconocimiento oficial y cancelación de su personalidad jurídica.
El cierre fue programado para el 01/01/2022.

## Carreras
- Educación Parvularia Mención Inglés
- Traducción Inglés-Español
- Educación General Básica Mención Inglés
- Pedagogía en Inglés